# Masada (band)
Masada is een Amerikaanse muziekgroep rond altsaxofonist en componist John Zorn, opgericht in 1994. De muziek is een samensmelting van freejazz en joodse muziek, veelal experimenteel van aard en wordt getypeerd door de eclectische speelstijl van Zorn.
Het concept is zowel een band als een liedboek, bestaande uit circa 500 relatief beknopte composities. Elke compositie is geschreven in overeenstemming met een aantal muzikale regels, waaronder de gebruikte toonladders en het feit dat elke compositie gespeeld moet kunnen worden door een willekeurige kleine groep instrumenten.
Gegeven de historische associaties van de naam Masada, de Hebreeuwse titels van de composities en de Joodse beeldtaal op de albums, kan gesteld worden dat Zorn met Masada zijn Joodse achtergrond wilde verkennen. Zelf heeft hij hierover gezegd: "Het idee van Masada is het ontwikkelen van een soort radicale joodse muziek, een moderne variant die niet traditioneel is, maar gemaakt voor de joden van vandaag. Het idee is om Ornette Coleman en de joodse toonladders samen te brengen".

## Geschiedenis
Het Masada-project valt uiteen in verschillende deelprojecten, die hieronder in chronologische volgorde beschreven worden. Bij alle projecten geldt dat John Zorn de muziek dirigeert, in veel gevallen speelt hij zelf op altsax mee. Het dirigeren gebeurt gewoonlijk door middel van gebaren. Diverse namen uit de New Yorkse jazzscene keren bij verschillende projecten terug.

### Acoustic Masada
Masada is begonnen als een kwartet met John Zorn op altsax, Dave Douglas op trompet, Greg Cohen op contrabas en Joey Baron op drums. Naar deze samenstelling wordt tegenwoordig verwezen als Acoustic Masada. In 2007 werd de groep officieel opgeheven, al zijn er daarna nog wel optredens geweest met gastmuzikanten als Uri Cain en Cyro Baptista. Met de laatste samenstelling speelden zij ook op het North Sea Jazz Festival in 2009.

### Masada String Trio
Het Masada String Trio heeft de bezetting van een klassiek kamerensemble met Mark Feldman op viool, Erik Friedlander op cello en Greg Cohen op contrabas. De muziek is een combinatie van improvisatie en invloeden van de joodse muziek. De eerste uitgave dateert van 2004.

### Bar Kokhba
De eerste uitgave van Bar Kokhba dateert van 1996 en bevat composities uit het Masada project, gespeeld door diverse kleine ensembles bestaande uit wisselende combinaties van altsax, viool, cello, contrabas, piano, trompet, klarinet en drums.

### Electric Masada
Met de start van Electric Masada neemt het project een nieuwe wending, die meer richting noise rock en jazz fusion gaat. John Zorn gebruikt bij deze groep in toenemende mate handgebaren om de muziek te dirigeren, wat hem in staat stelt ter plekke nieuwe composities te maken. De groep bestaat in wisselende samenstelling uit Joey Baron op drums, Greg Cohen op bas, Marc Ribot op gitaar, Kenny Wollesen op drums, Cyro Baptista op percussie, Ikue Mori op laptop/elektronica, Jamie Saft op keyboard en Trevor Dunn op drums.

### The Book of Angels
Vanaf 2003 heeft Zorn een nieuwe reeks Masada-composities geschreven, die zijn uitgegeven in de reeks Masada Book 2: The Book of Angels. Op elk album uit de reeks worden een aantal van de composities gespeeld door een bepaalde groep muzikanten, in sommige gevallen reeds bestaande bands. Deelnemers zijn onder andere Pat Metheny, Medeski Martin & Wood, Marc Ribot en Erik Friedlander.

### The Book Beriah
Op 19 maart 2014 werden 20 composities uit het derde boek in de Masada-reeks, The Book Beriah, live uitgevoerd in The Town Hall in New York. Het totale derde boek beslaat 92 composities, waarmee het totaal aantal composities in de reeks op 613 komt, hetzelfde getal als het aantal mitswot (geboden) in de Thora. De samenstelling en stijl van de uitvoerende groepen varieert van harde avant-garde rock tot strijkkwartet.

## Discografie

### Masada
- Masada: Alef (1994; DIW)
- Masada: Beit (1994; DIW)
- Masada: Gimel (1994; DIW)
- Masada: Dalet (1994; DIW)
- Bar Kokhba (1994-96; Tzadik)
- Masada: Hei (1995; DIW)
- Masada: Vav (1995; DIW)
- Masada: Zayin (1996; DIW)
- Masada: Het (1996; DIW)
- Masada: Tet (1997; DIW)
- Masada: Yod (1997; DIW)
- First Live 1993 (2002; Tzadik)
- Masada Live, NYC, 1994 (1995; Jazz Door)
- Live in Jerusalem 1994 (1997; Tzadik)
- Live in Taipei 1995 (1997; Tzadik)
- The Circle Maker (1998; Tzadik)
- Live in Middleheim 1999 (1999; Tzadik)
- Live in Sevilla 2000 (2000; Tzadik)
- Live at Tonic 2001 (2001; Tzadik)
- 50th Birthday Celebration Volume 7: Masada (2004; Tzadik)
- Sanhedrin 1994-1997 (Unreleased Studio Recordings) (2005; Tzadik)

### Masada String Trio
- John Zorn, Bar Kokhba (album)|Bar Kokhba, 1996
- John Zorn, The Circle Maker, Disc 1 ("Issachar"), 1998
- John Zorn, Filmworks XI: Secret Lives, 2002
- Masada String Trio, 50th Birthday Celebration Volume 1, 2004
- Masada String Trio, Azazel: Book of Angels Volume 2, 2005
- John Zorn, Filmworks XX: Sholem Aleichem, (avec Rob Burger et Carol Emmanuel), 2008
- Masada String Trio, Haborym: Book of Angels Volume 16, 2010

### Electric Masada
- 50th Birthday Celebration Volume 4: Electric Masada (2004; Tzadik)
- Electric Masada: At the Mountains of Madness (2005; Tzadik)

### Other Masada-related Projects
- 50th Birthday Celebration Volume 11: Bar Kokhba Sextet (2005; Tzadik)
- Masada Quintet|Masada Quintet met Joe Lovano speelt Stolas: Book of Angels Volume 12 (2009; Tzadik)

### Anniversary Series
- Masada Anniversary Edition Vol. 1: Masada Guitars (2003; Tzadik)
- Masada Anniversary Edition Vol. 2: Voices in the Wilderness (2003; Tzadik)
- Masada Anniversary Edition Vol. 3: The Unknown Masada (2003; Tzadik)
- Masada Anniversary Edition Vol. 4: Masada Recital (2004; Tzadik)
- Masada Anniversary Edition Vol. 5: Masada Rock (2005; Tzadik)

### Book 2: The Book Of Angels
- The Jamie Saft Trio speelt Astaroth: Book of Angels Volume 1 (2005; Tzadik)
- Masada String Trio speelt Azazel: Book of Angels Volume 2 (2005; Tzadik)
- Mark Feldman and Sylvie Courvoisier play Malphas: Book of Angels Volume 3 (2006; Tzadik)
- Koby Israelite speelt Orobas: Book of Angels Volume 4 (2006; Tzadik)
- The Cracow Klezmer Band speelt Balan: Book of Angels Volume 5 (2006; Tzadik)
- Uri Caine speelt Moloch: Book of Angels Volume 6 (2006; Tzadik)
- Marc Ribot speelt Asmodeus: Book of Angels Volume 7 (2007; Tzadik)
- Erik Friedlander speelt Volac: Book of Angels Volume 8 (2007; Tzadik)
- Secret Chiefs 3 speelt Xaphan: Book of Angels Volume 9 (2008; Tzadik)
- Bar Kokhba speelt Lucifer: Book of Angels Volume 10 (2008; Tzadik)
- Medeski Martin & Wood speelt Zaebos: Book of Angels Volume 11 (2008; Tzadik)
- Masada Quintet met Joe Lovano speelt Stolas: Book of Angels Volume 12 (2009; Tzadik)
- Mycale zingt Mycale: Book of Angels Volume 13 (2010; Tzadik)
- The Dreamers play Ipos: Book of Angels Volume 14 (2010; Tzadik)
- The Ben Goldberg Quartet speelt Baal: Book of Angels Volume 15 (2010; Tzadik)
- Masada String Trio speelt Haborym: Book of Angels Volume 16 (2010; Tzadik)
- Banquet of the Spirits speelt Caym: Book of Angels Volume 17 (2011; Tzadik)
- Pat Metheny speelt Tap: Book of Angels Volume 20 (2013; Tzadik/Nonesuch)